# Spilarctia nydia
Spilarctia nydia là một loài bướm đêm thuộc phân họ Arctiinae, họ Erebidae.